# Насиров, Эльман Худам оглы
Насиров Эльман Худам оглы (азерб. Elman Nəsirov Xudam oğlu род. 30 апреля 1968, Баку, Азербайджанская ССР, СССР) — азербайджанский государственный деятель, историк, политолог и политический обозреватель, депутат Национального собрания Азербайджана V, VI, VII созывов, директор Института политических исследований при Академии государственного управления Азербайджана. 

## Биография
Родился 23 мая 1968 года в с. Тазакенд Джалильабадского района. 
С 1985 по 1989 год являлся рабочим совхоза Джалильабадского района. 
В 1994 году окончил исторический факультет Бакинского государственного университета с дипломом отличия. 
В 1995—2000 годах — диссертант кафедры новой и современной истории стран Европы и Америки Бакинского государственного университета. 
Параллельно, с 1995 по 2003 год являлся старшим лаборантом кафедры новой и новейшей истории стран Европы и Америки БГУ. 
В 2001 году на данной кафедре защитил диссертацию по теме «Азербайджано-американские отношения: 1991 - 1997 годы», и получил ученую степень доктора философии по истории.
В 2011 году защитил докторскую диссертацию на тему «США и проблемы международного терроризма» и получил степень доктора политических наук. В 2012 году присвоено звание профессора кафедры международных отношений и внешней политики Академии Государственного Управления при Президенте Азербайджана.
С 2001 по 2008 год являлся старшим преподавателем, доцентом, начальником научно библиотеки, научным секретарём Академии Государственного Управления. Являлся старшим научным сотрудником отдела анализа внешней политики Центра стратегических исследований при президенте Азербайджана

В 2004 году вошёл в редакционную коллегию научно-практического журнала «Государственное управление: основы и практика». В 2012 году стал ответственным секретарем данного журнала. В 2012 году также вошёл в редакционную коллегию научно-аналитического журнала «Геополитика» Румынии.
С 2007 года — эксперт Экспертного совета политических и исторических наук Высшей аттестационной комиссии при Президенте Азербайджана.
В период 2008—2012 годов занимал должность заместителя директора Геостратегического исследовательского центра  Академии Государственного Управления Азербайджана. С 2012 по 2014 год являлся директором данного центрв. 
С 18 сентября 2013 года — директор Института политических исследований Академии Государственного Управления Азербайджана.
Член партии «Новый Азербайджан».
С 2014 года является секретарём и экспертом комиссии международных отношений партии «Новый Азербайджан». Член ревизионной комиссии партии.
Лауреат премии Золотое перо. 
Депутат Национального собрания Азербайджана V созыва от Гейчай-Агдашского избирательного округа №89, VI созыва от Джалилабадского сельского избирательного округа №68.
Член комитета прав человека, комитета международных отношений и межпарламентских связей, комитета по межпарламентскому сотрудничеству Азербайджан - ЕС. Национального собрания V и VI созывов. Руководитель межпарламентской рабочей группы Азербайджан - Зимбабве.
Член Совета координации азербайджанцев мира.
В 2024 году на парламентских выборах в Азербайджане, которые состоялись 1 сентября, одержал победу в Джалилабадском сельском избирательном округе №72. Официально избран депутатом Милли Меджлиса Азербайджана седьмого созыва, первое заседание которого состоялось 23 сентября 2024 года.
Владеет английским, русским, турецким языками.

## Политические взгляды
Выступает с политическими комментариями по вопросам внешней политики и международной безопасности Азербайджана на различных теле- и радиоканалах. Основными направлениями исследований и преподавания являются актуальные проблемы современных международных отношений, вопросы энергетической безопасности, современная государственная политика и история стран Европы и Америки, а также проблемы международного терроризма. Неоднократно высказывался на тему Карабахского конфликта и внешней и внутренней политики Азербайджана.
Как и многие государственные деятели Азербайджана, Эльман Насиров известен рядом антиармянских высказываний, направленных как против армянского государства, как участника карабахского конфликта, так и против президента Армении Сержа Саргсяна.

## Научная деятельность
Автор 9 книг, 6 методических пособий и более 100 научных статей. Ряд научных работ были опубликованы в зарубежных странах, в частности, в США, России, Чехии, Иране, Турции и других.
Активно выступал с научными докладами и участвовал в работе международных научных симпозиумов и конференций, проводимых во многих странах мира.